# Pyrus
Pour l’article ayant un titre homophone, voir Pyrrhus.
Genre
Classification GRIN
Pyrus est un genre de plantes à fleurs de la famille des Rosaceae. C'est le genre des poiriers, arbres qui donnent les poires.

## Liste des espèces
Selon Plants of the World online (POWO) (22 janvier 2024) :
- Pyrus acutiserrata Gladkova
- Pyrus armeniacifolia T.T.Yu
- Pyrus asiae-mediae (Popov) Maleev
- Pyrus austriaca A.Kern.
- Pyrus ×babadagensis Prodan
- Pyrus ×bardoensis Dostálek
- Pyrus betulifolia Bunge
- Pyrus boissieriana Buhse
- Pyrus bourgaeana Decne.
- Pyrus bretschneideri Rehder
- Pyrus browiczii Mulk.
- Pyrus cajon Zaprjagaeva
- Pyrus calleryana Decne.
- Pyrus castribonensis Raimondo, Schicchi & Mazzola
- Pyrus chosrovica Gladkova
- Pyrus ciancioi P.Marino, G.Castellano, Raimondo & Spadaro
- Pyrus communis L.
- Pyrus complexa Rubtzov
- Pyrus cordata Desv.
- Pyrus cordifolia Zamani & Attar
- Pyrus costata Sumnev.
- Pyrus daralagezi Mulk.
- Pyrus demetrii Kuth.
- Pyrus elaeagrifolia Pall.
- Pyrus elata Rubtzov
- Pyrus eldarica Grossh.
- Pyrus fedorovii Kuth.
- Pyrus ferganensis Vassilcz.
- Pyrus georgica Kuth.
- Pyrus gergeriana Gladkova
- Pyrus glabra Boiss.
- Pyrus grossheimii Fed.
- Pyrus hajastana Mulk.
- Pyrus hakkiarica Browicz
- Pyrus hopeiensis T.T.Yu
- Pyrus hyrcana Fed.
- Pyrus jacquemontiana Decne.
- Pyrus ×jordanovii Dostálek
- Pyrus ketzkhovelii Kuth.
- Pyrus korshinskyi Litv.
- Pyrus mazanderanica Schönb.-Tem.
- Pyrus medvedevii Rubtzov
- Pyrus megrica Gladkova
- Pyrus ×michauxii Bosc ex Poir.
- Pyrus neoserrulata I.M.Turner
- Pyrus nivalis Jacq.
- Pyrus nutans Rubtzov
- Pyrus oxyprion Woronow
- Pyrus pashia Buch.-Ham. ex D.Don
- Pyrus pedrottiana Raimondo, Venturella & Domina
- Pyrus phaeocarpa Rehder
- Pyrus pseudopashia T.T.Yu
- Pyrus pyrifolia (Burm.f.) Nakai
- Pyrus raddeana Woronow
- Pyrus regelii Rehder
- Pyrus sachokiana Kuth.
- Pyrus salicifolia Pall.
- Pyrus sicanorum Raimondo, Schicchi & P.Marino
- Pyrus ×sinkiangensis T.T.Yu
- Pyrus sogdiana Kudr.
- Pyrus sosnovskyi Fed.
- Pyrus spinosa Forssk.
- Pyrus syriaca Boiss.
- Pyrus tadshikistanica Zaprjagaeva
- Pyrus takhtadzhianii Fed.
- Pyrus tamamschiannae Fed.
- Pyrus terpoi Arrigoni
- Pyrus theodorovii Mulk.
- Pyrus trilocularis D.K.Zang & P.C.Huang
- Pyrus turcomanica Maleev
- Pyrus tuskaulensis Vassilcz.
- Pyrus ussuriensis Maxim.
- Pyrus vallis-demonis Raimondo & Schicchi
- Pyrus ×vavilovii Popov
- Pyrus voronovii Rubtzov
- Pyrus vsevolodovii T.S.Heideman
- Pyrus xerophila T.T.Yu
- Pyrus yaltirikii Browicz
- Pyrus zangezura Maleev

Selon GRIN (22 janvier 2024) :
Pyrus L. sect. Pashia
- Pyrus armeniacifolia T.T.Yu
- Pyrus betulifolia Bunge
- Pyrus ×bretschneideri Rehder
- Pyrus ×calleryana Decne.
- Pyrus cossonii Rehder
- Pyrus dimorphophylla Makino
- Pyrus fauriei C.K.Schneid.
- Pyrus ×hondoensis Nakai & Kikuchi
- Pyrus ×hopeiensis T.T.Yu
- Pyrus koehnei C.K.Schneid.
- Pyrus ×neoserrulata I.M.Turner
- Pyrus pashia Buch.-Ham.ex D.Don
- Pyrus ×phaeocarpa Rehder
- Pyrus pseudopashia T.T.Yu
- Pyrus pyrifolia (Burm.f.) Nakai
- Pyrus taiwanensis Iketani & H.Ohashi
- Pyrus trilocularis D.K.Zang & P.C.Huang
- Pyrus ussuriensis Maxim.& Rupr.
- Pyrus ×uyematsuana Makino
- Pyrus ×xerophila T.T.Yu

Pyrus L. sect. Pyrus
- Pyrus boissieriana Buhse
- Pyrus ×canescens Spach
- Pyrus communis L.
- Pyrus ×complexa Rubtzov
- Pyrus cordata Desv.
- Pyrus elaeagrifolia Pall.
- Pyrus gharbiana Trab.
- Pyrus glabra Boiss.
- Pyrus korshinskyi Litv.
- Pyrus mamorensis Trab.
- Pyrus ×michauxii Bosc ex Poir.
- Pyrus ×nivalis Jacq.
- Pyrus regelii Rehder
- Pyrus sachokiana Kuth.
- Pyrus salicifolia Pall.
- Pyrus spinosa Forssk.
- Pyrus syriaca Boiss.
- Pyrus turcomanica Maleev

Selon l'INPN (22 janvier 2024) (espèces de France) :
- Pyrus calleryana Decne., 1858
- Pyrus communis L., 1753
- Pyrus cordata Desv., 1818
- Pyrus elaeagnifolia Pall., 1793
- Pyrus nivalis Jacq., 1774
- Pyrus pyrifolia Nakai, 1926
- Pyrus salicifolia Pall., 1776
- Pyrus salviifolia DC., 1825
- Pyrus spinosa Forssk., 1775
- Pyrus ×decaisneana Terpó, 1960
- Pyrus ×harzlinszkyana Terpó, 1960
- Pyrus ×mecsekensis Terpó, 1960
- Pyrus ×michauxii Poir., 1816
- Pyrus ×pannonica Terpó, 1960

## Poiriers cultivés
Six espèces sont cultivées :
- Pyrus communis, le Poirier commun, originaire d'Europe et d'Asie de l'Ouest ; le plus largement cultivé dans les zones tempérées du monde. Ses formes sauvages sont :
  - Pyrus communis L. subsp. pyraster (L.) en Europe
  - P. communis susp. caucasica (Fed) Browicz dans le Caucase,
- Pyrus pyrifolia, espèce sauvage disparue, originaire de la vallée moyenne du Yangzi jiang, progénitrice de cultivars des poires chinoises ou des nashi
- Pyrus ussuriensis, progénitrice des cultivars de poires de l'Oussouri
- Pyrus bretschneideri, originaire du Hebei, dont sont dérivés les cultivars de poires blanches chinoises
- Pyrus sinkiangensis Y.T. Yu., poirier du Xinjiang[5]
- Pyrus pashia P. Don. cultivé en Inde du Nord, Népal et Chine méridionale[6]

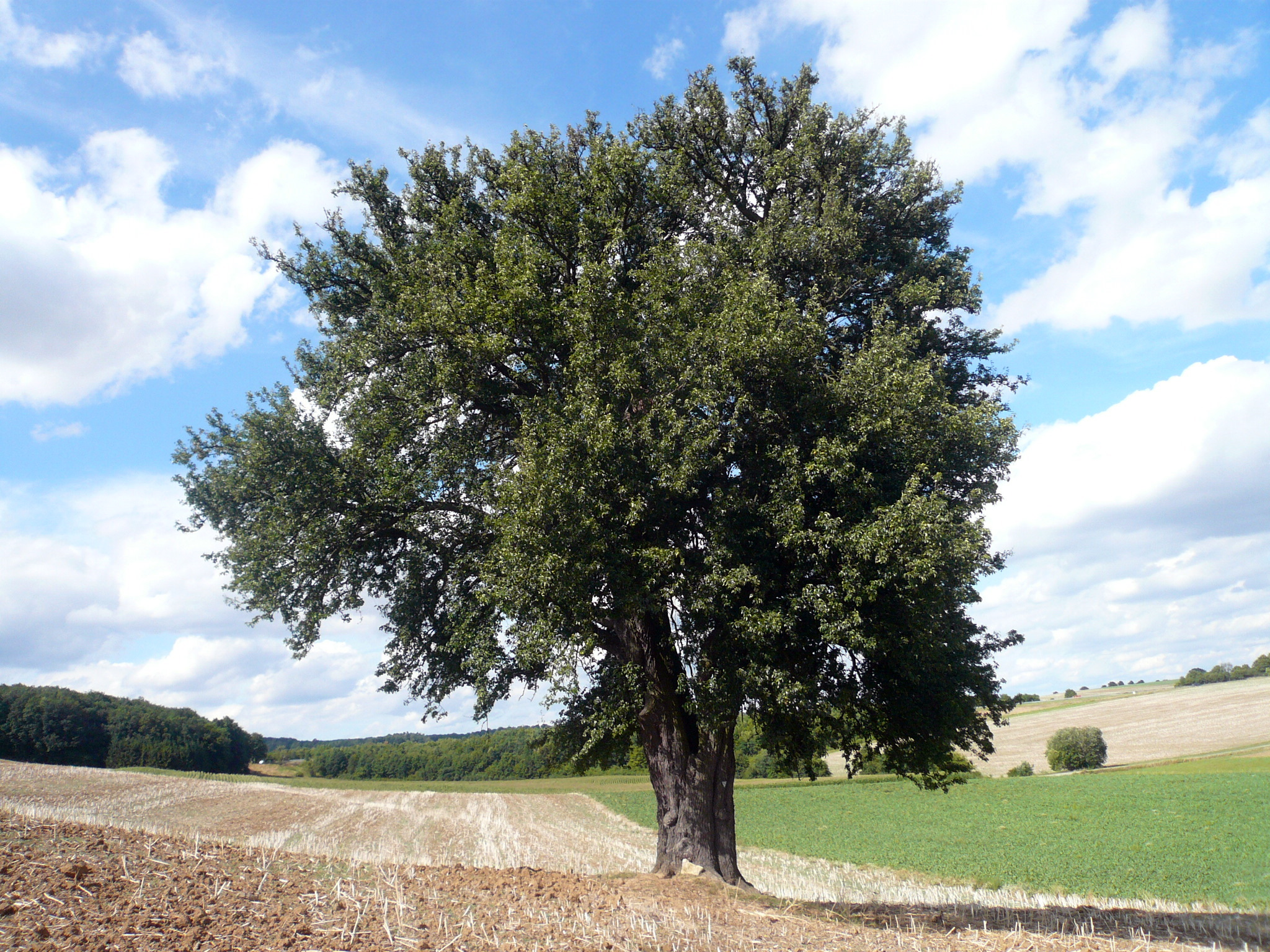
Birnbaum am Lerchenberg (de) : poirier classé Monument naturel en Basse-Franconie (All.).
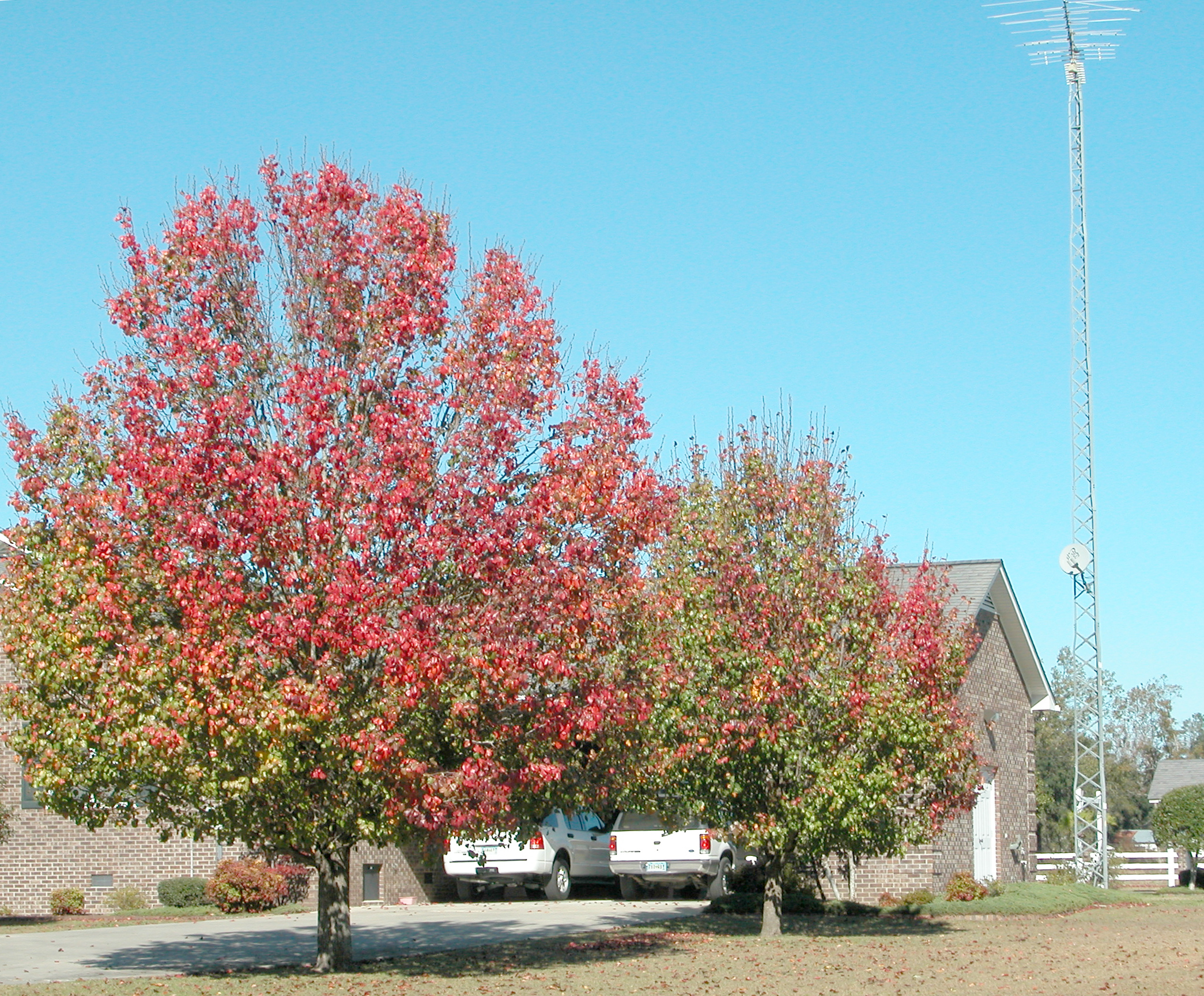
Poirier de Chine, Pyrus calleryana
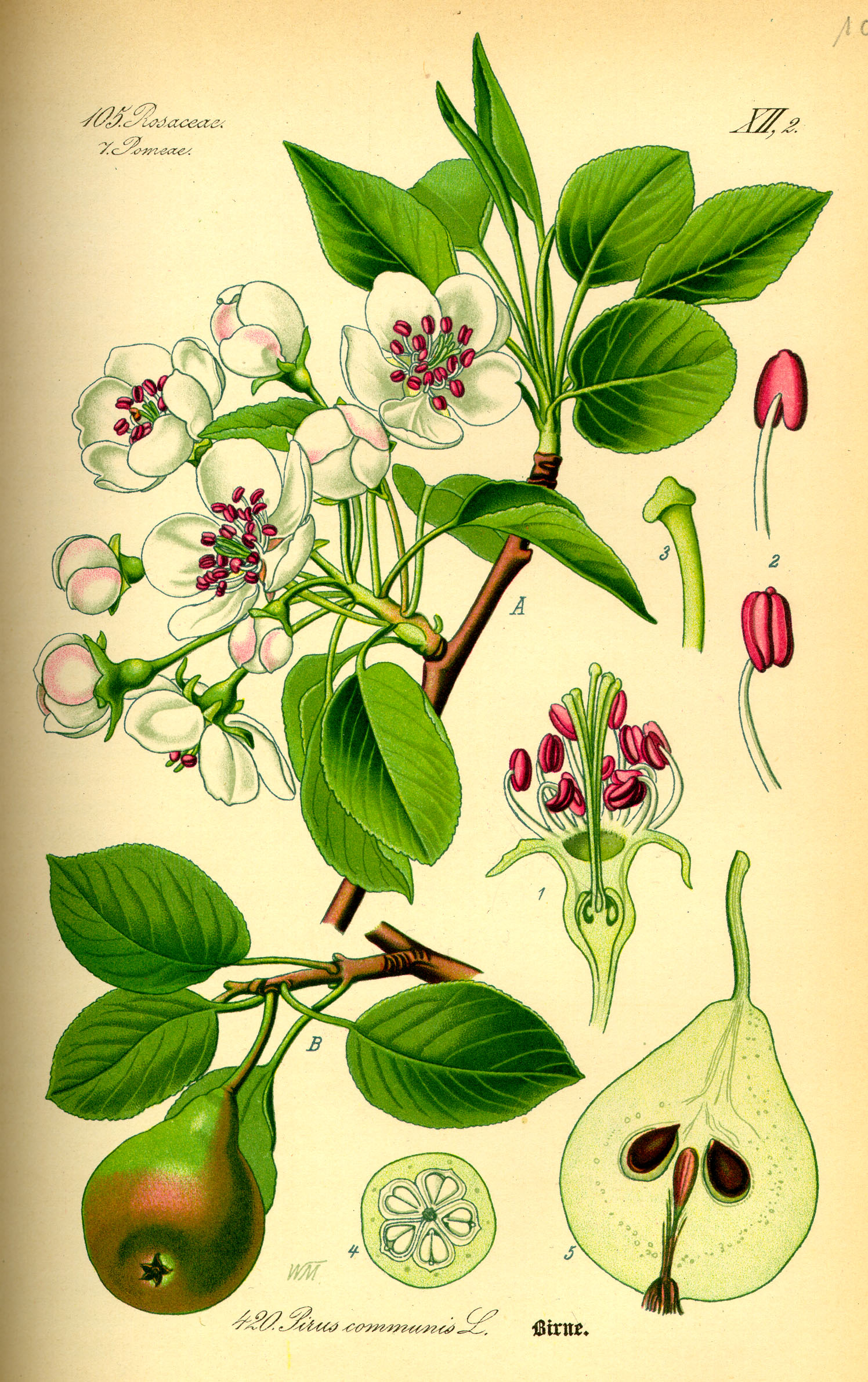
Pyrus communis, caractéristiques : feuilles, fleurs, fruits & détails.
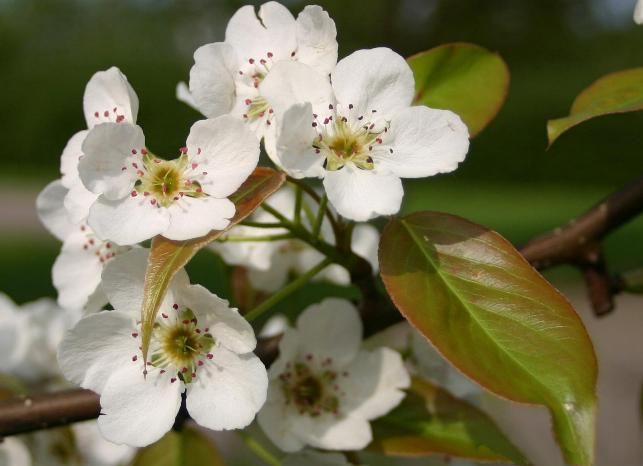
Fleurs de Pyrus urumiensis
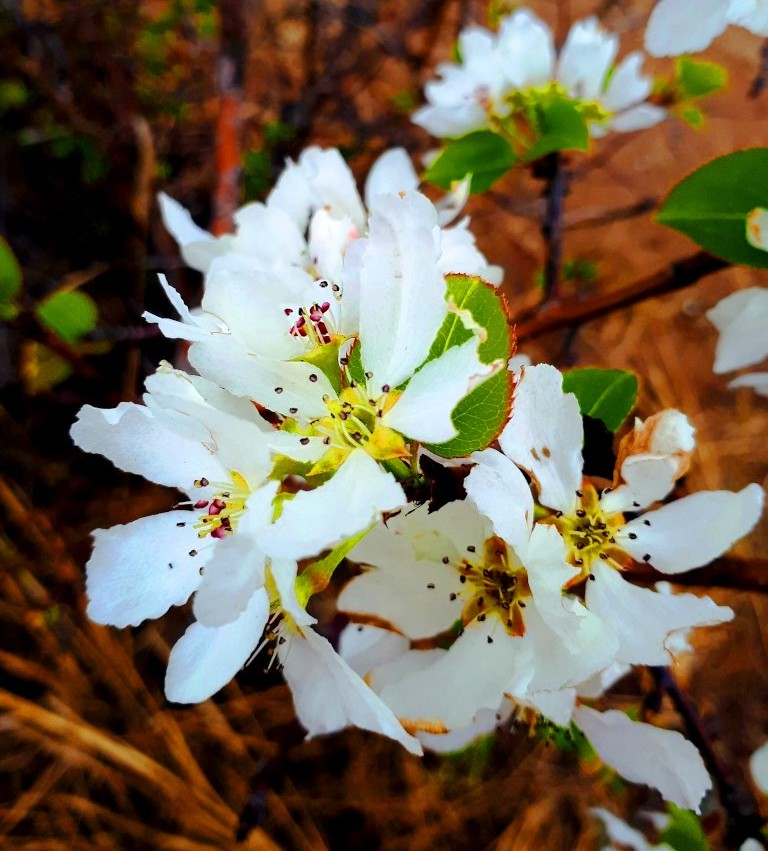
Fleur de Pyrus en Sibérie orientale.

## Synonymes
Selon Plants of the World online (POWO) (22 janvier 2024) :
- Apirophorum Neck. in Elem. Bot. 2: 72 (1790), opus utique oppr.
- Pirophorum Neck. in Elem. Bot. 2: 72 (1790), opus utique oppr.
- Pyrenia Clairv. in Man. Herbor. Suisse: 161 (1811)

Selon le Catalogue of Life (22 janvier 2024) :
- Apirophorum Neck.
- Bollwilleria Zabel
- Chamaemespilus Medik.
- Mespilophora Neck.
- Ostinia Clairv.
- Pirenia K.Koch
- Pirophorum Neck.
- Pseudochaenomeles Carrière
- Pyrenia Clairv.
- Pyrophorum DC.